# 1954
1954 (MCMLIV) fon un any començat en divendres.

## Esdeveniments
Països Catalans
- 1 de març, Figueres (Alt Empordà): Fundació de la revista Canigó, sobre temes polítics, socials i culturals, des d'una òptica independentista.[1]
- 2 d'abril, Barcelona: arriba al port el vaixell Semíramis procedent d'Odessa, amb 229 repatriats de la División Azul, però també amb 4 nens de la guerra i 15 republicans alumnes d'aviació.[2]
- Barcelona: es funda l'Esbart Sarrià.[3]
- Castellterçol: estrena dels gegants i nans

Resta del món
- 17 de febrer, Suècia: Final de la Copa del Món d'Handbol.
- 4 de març, Boston, Massachusetts, EUA: l'hospital Peter Bent Brigham anuncia que ha fet el primer trasplantament de ronyó amb èxit.[4]
- 17 de març, Districte del Sud (Israel): Massacre de Ma'ale Akrabim
- 20 de maig, Taiwan: Chiang Kai-shek esdevé el president del país.[5]
- 31 de juliol, Karakoram, Pakistan: Lino Lacedelli i Achille Compagnoni aconsegueixen pujar al segon cim més al de la Terra, el K2 (o Chogori), de 8.611 m, en una expedició italiana molt polèmica.
- S'estrena la pel·lícula Barrio gris

### Premis Nobel
| Camp                  | Guardonats                                                                |
| --------------------- | ------------------------------------------------------------------------- |
| Física                | - Max Born - Walther Bothe                                                |
| Química               | - Linus Pauling                                                           |
| Medicina o Fisiologia | - John Franklin Enders - Frederick Chapman Robbins - Thomas Huckle Weller |
| Literatura            | - Ernest Hemingway                                                        |
| Pau                   | - ACNUR                                                                   |

## Naixements
| M/d   | Nom i llinatges | Activitat       | Origen      | M.   |
| ----- | --------------- | --------------- | ----------- | ---- |
|       | Enric Banyuls   | artiste         | corberot    | 2018 |
|       | Llorenç Giménez | contacontes     | alfafarenc  | 2019 |
| 06/09 | George Pérez    | autor de còmics | novaiorqués |      |

Països Catalans
- 1 de gener, Vinalesa, Horta Nord: Vicent Pardo Peris, escriptor valencià.
- 6 de gener, Sueca, Ribera Baixa: Emili Piera, periodista valencià.
- 11 de gener, Barcelona: Vicky Peña, actriu catalana.[6]
- 15 de febrer, Sitges, Garraf: Vinyet Panyella i Balcells, escriptora, gestora cultural i curadora d'exposicions.[7]
- 6 de març, Nanjing, Jiangsu (Xina): Wang Anyi, escriptora xinesa, Premi Mao Dun de Literatura de l'any 2000.[8]
- 26 de març, Pensacola, Florida: Katharine Jefferts, oceanògrafa i bisbessa estatunidenca.[9]
- 29 d'abril, Finestrat: Encarnación Llinares Cuesta, metgessa i política valenciana, ha estat diputada a les Corts Valencianes i senadora.[10]
- 4 de maig, Constantí, Tarragonès: Muntsa Alcañiz, actriu i professora d'interpretació.[11]
- 24 de maig, Barcelona: Francesc Martínez de Foix i Llorens fou activista social i president de la Federació Catalana d'Esports per a Persones amb Discapacitat Intel·lectual (m. 2017)[12]
- 3 de juny - Barcelona: Quim Pelegrí i Pinyes, biòleg, editor i fundador de Terra Lliure (m. 2025)[13]
- 11 de juny, Barcelona: Aurora Chamorro i Gual, nedadora catalana, campiona de Catalunya i Espanya.[14]
- 20 de juny, 
  - Barcelona: Georgina Cisquella, periodista i guionista de documentals.[15]
  - Barcelona: Anna-Rosa Cisquella, actriu i productora teatral.[15]
- 23 de juny, Barcelona: Carme Pinós i Desplat, arquitecta i professora universitària catalana.[16]
- 28 de juny, Girona: Anna Maria Birulés, política i directiva empresarial que fou Ministra de Ciència i Tecnologia.[17]
- 6 de juliol, la Floresta: Carme Capdevila i Palau, biòloga i política catalana que va ser consellera d'Acció Social i Ciutadania de la Generalitat de Catalunya.[18]
- 15 de juliol, Barcelona: Flora Vilalta i Sospedra, mestra i política catalana.[19]
- 16 de juliol, Girona, Carme Vidal i Xifré, pedagoga i política catalana.[20]
- 23 de juliol, Llardecans, Segrià: Agnès Pardell i Veà, advocada i política catalana, diputada al Parlament de Catalunya en la VIII i IX legislatures.[21]
- 25 de juliol, Gijón: Mae de la Concha García-Mauriño, llibretera i política menorquina, que ha estat diputada estatal i balear i Consellera Insular.[22]
- 1 d'agost, Reus: Maria Lluïsa Amorós Corbella, novel·lista i professora catalana.[23]
- 1 de setembre, Barcelona: Núria Pradas i Andreu, escriptora catalana de literatura infantil i també de narrativa per a adults.[24]
- 14 de setembre, Burjassot: Maria Rosa Roca Castelló, metgessa i política valenciana.[25]
- 17 de setembre, Barcelona: Dolors Genovès i Morales, periodistai historiadora catalana, directora de documentals històrics.[26]
- 23 de setembre, Saidí, Baix Cinca: Mercè Ibarz, escriptora catalana.
- 6 d'octubre, Huelva: Manuela de Madre Ortega, política catalana.[27]
- 13 d'octubre, Granollers, Vallès Oriental: Josep Mayoral i Antigas, economista i polític català, actual alcalde de Granollers des de 2004.
- 7 de novembre, Alacant: Llum Quiñonero, periodista, activista i política valenciana.[28]
- 3 de desembre, Logronyo: Anna Montero i Bosch, poeta i traductora valenciana.[29]
- 9 de desembre, Barcelona: Cèlia Sànchez-Mústich, escriptora catalana.[30]
- 17 de desembre, Benicarló, Baix Maestrat: Àngel Alonso Herrera, conegut com a Pitxi Alonso, futbolista valencià; entrenador i comentarista de TV.
- Mallorca: Bartomeu Carrió i Trujillano, historiador.
- Banyoles: Núria Duran Llinàs, dissenyadora gràfica.
- Sabadell: Càndida Bracons i Rubio, pintora.[31]
- Barcelona: Anna Calvera Sagué, dissenyadora gràfica i historiadora del disseny (m. 2018).[32]

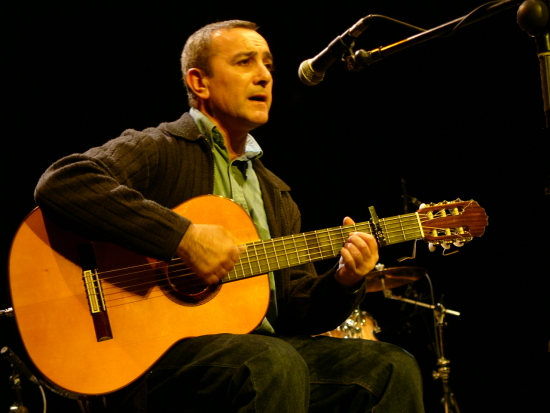
Enric Banyuls
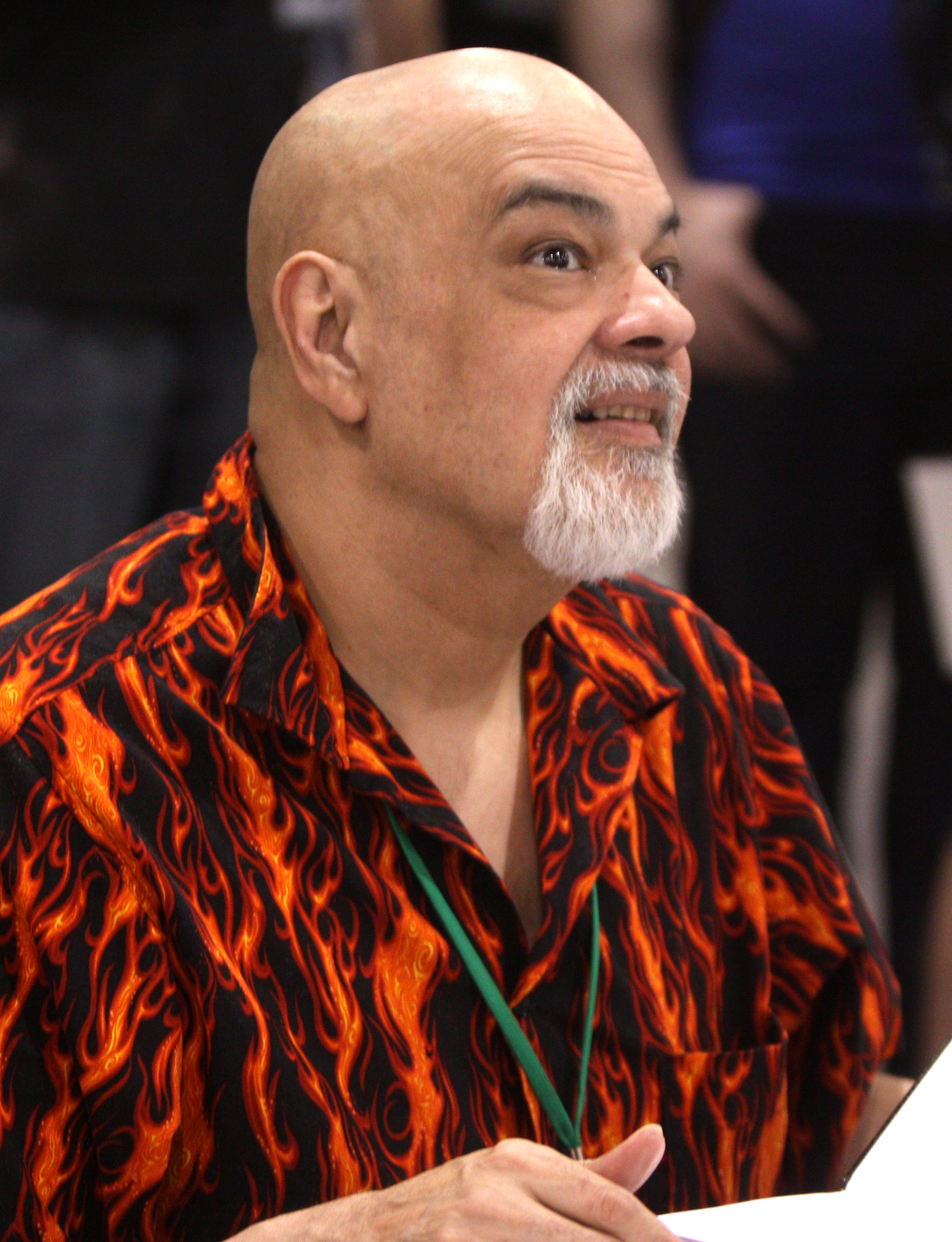
George Pérez

Resta del món
- 11 de gener, Vidisha, Madhya Pradesh (Índia): Kailash Satyarthi, activista indi, Premi Nobel de la Pau de l'any 2014.
- 27 de febrer, Brooklyn: JoAnn Falletta, directora d'orquestra estatunidenca, entre les millors del món.[33]
- 6 de març, Nanjing, Jiangsu (Xina): Wang Anyi, escriptora xinesa, Premi Mao Dun de Literatura de l'any 2000.[8]
- 8 de març, Flums, Suïssa: Marie-Theres Nadig, esquiadora alpina suïssa.[34]

- 9 de març, Newtown Abbey, Irlanda del Nord: Bobby Sands, pres de l'IRA Provisional, membre electe del Parlament britànic i líder de la Vaga de fam del 1981 a Irlanda del Nord.(m. 1981)[35]
- 17 de març, Lorda, França: Terèsa Pambrun-Lavit, escriptora en occità.[36]
- 19 de març, Nova York: Jill Abramson, periodista estatunidenca, editora a The New York Times.[37]
- 22 de març, Saigòn (Vietnam): Pascale Roze, escriptora francesa, Premi Goncourt 1996.[38]
- 28 de març, Bombai, Índia: Anuradha Ghandy, política i dirigent revolucionària comunista (m. 2008).
- 2 d'abril, Prefectura de Hokkaido: Yuji Kishioku, futbolista
- 7 d'abril, Gíger: Louisa Hanoune, política algeriana; primera dona a concórrer a les eleccions presidencials algerianes.[39]
- 9 d'abril: Dennis Quaid, actor estatunidenc.[40]
- 12 d'abril, Bến Tre, Vietnam: Nguyễn Thị Kim Ngân, líder comunista vietnamita.
- 14 de maig, Alger: Monique Canto-Sperber, filòsofa francesa.[41]
- 22 de maig, Ikata, Ehime, Japó: Shuji Nakamura, enginyer electrònic japonès, Premi Nobel de Física de l'any 2014.[42]
- 4 de juny, Montevideo: María Simón, enginyera, política i ministra uruguaiana.[43]
- 9 de juny, Nibbiano, Piacenza: Milena Gabanelli, periodista i presentadora de TV italiana.[44]
- 14 de juny, Xi'an, Shaanxi (Xina): Huang Jianxin, guionista, productor i director de cinema xinès.[45]
- 19 de juny, Springfield, Missouri, Estats Units: Kathleen Turner, actriu estatunidenca.[46]
- 17 de juliol, Hamburg, RDA: Angela Merkel, política alemanya, cancellera del seu país des del 2005 fins al 2021.[47]
- 28 de juliol, Sabaneta, Barinas, Veneçuela: Hugo Chávez, controvertit polític i militar veneçolà, president de Veneçuela des del 2 de febrer de 1999 fins a la seva mort (2013).[48]
- 17 d'agost, Houthalen-Helchteren: Ingrid Daubechies, matemàtica i física belga.[49]
- 18 de setembre, Mont-real, Quebec: Steven Pinker, psicòleg experimental, científic cognitiu, lingüista i escriptor quebequès[50]
- 21 de setembre, Nagato (Japó): Shinzō Abe 安倍 晋三, polític japonès, va ser president del Partit Liberal Democràtic (PLD) i Primer ministre del Japó des del desembre de 2012 fins al setembre de 2020.[51]
- 25 de novembre: Teodor II d'Alexandria, Patriarca Ortodox d'Alexandria.
- 5 de desembre, Londres: Hanif Kureishi, escriptor.
- 9 de desembre, Redange: Jean-Claude Juncker, polític i advocat luxemburguès, Primer Ministre de Luxemburg.[52]
- 21 de desembre, Fort Lauderdale, Florida (EUA): Chris Evert, tennista.[53]
- Màntua: Giulia Sissa, filòsofa i historiadora del món antic.
- Ciutat de Mèxic: Leonardo García Tsao, crític de cinema

- Zanzíbar: Lubaina Himid, artista i professora d'art contemporani[54]
- Vitòria: Carlos Lalastra de la Fuente, dissenyador industrial

## Necrològiques
Països Catalans
- 18 de febrer, Sabadell, Vallès Occidental: Joan Vilatobà i Fígols, fotògraf i pintor català, un dels pioners del moviment pictoralista a Espanya.
- 24 de març, Barcelona: Carles Cardó i Sanjoan, eclesiàstic i escriptor (n. 1884).
- 3 d'abril, Barcelona: Maria Morera i Franco, actriu catalana de dilatada carrera (n. 1872).[55]
- 17 d'abril, Perpinyà: Sara Llorens, mestra i escriptora, considerada la primera folklorista catalana (n. 1881).[56]
- 31 de maig, Barcelona: Elvira Homs Ferrés, pintora catalana (n. 1905).[57]
- 21 de juny, Almeriaː Cèlia Viñas Olivella, poetessa, escriptora i pedagoga catalana (n. 1915).[58]
- 22 de juny, València: Estanislao Marco, compositor i guitarrista valencià (n. 1873).
- 11 d'agost, París: Salut Borràs i Saperas, lluitadora anarquista (n. 1878).[59]
- 5 de setembre, Barcelona: Isabel Llorach, figura destacada de la burgesia, dinamitzadora de la vida cultural barcelonina (n. 1874).[60]
- 25 de setembre, Vilanova i la Geltrú, el Garraf: Eugeni d'Ors, escriptor i polític català.
- 9 d'octubre, Barcelona: Aureli Capmany i Farrés, folklorista.
- 23 d'octubre, Sabadell: Mercedes de la Aldea Pérez, actriu barcelonina morta prematurament (n. 1931).[61]
- Elx: José Vicente Riera Calatayud conegut com El Nel de Murla, pilotari valencià.
- Barcelona: Maresme: Elvira Homs Ferrés, pintora catalana (n. 1905).[62]

Resta del món
- 9 de gener, Buenos Aires: Herminia Brumana, mestra, periodista i activista argentina, d'idees socialistes i anarquistes.
- 12 de gener, Hèlsinki: Ellen Thesleff, pintora expressionista finlandesa (n.1869).[63]
- 2 de febrer, Londres: Rosa Schapire, historiadora de l'art i col·leccionista alemanya.[64]
- 28 de febrer, Barcelona: Apolinar de Cáceres Gordo, magistrat.
- 7 de març, Kiel (Alemanya): Otto Paul Hermann Diels, químic alemany, Premi Nobel de Química de l'any 1950 (n. 1876).
- 9 de març, Bremen: Clara Westhoff, escultora alemanya i dona del poeta Rilke (n. 1878).[65]
- 10 d'abril, Lió, França: Auguste Lumière, químic, metge, industrial i inventor francès que col·laborà, amb el seu germà Louis Lumière, en la invenció del cinematògraf (n. 1862).
- 28 d'abril, París (França): Léon Jouhaux, sindicalista francès, Premi Nobel de la Pau de 1951 (n. 1879).[66]
- 19 de maig, Nova York (USA): Charles Ives, compositor estatunidenc (n. 1874).[67]
- 25 de maig, Thai Binh, Vietnam: Robert Capa, fotògraf hongarès (n. 1913).
- 7 de juny, Wilmslow, Cheshire, Anglaterra: Alan Turing, matemàtic i filòsof anglès (n. 1912).[68]
- 4 de juliol, Brescia, Lucia Ripamonti, monja italiana venerada com a beata per l'Església catòlica.
- 13 de juliol, Coyoacán, Ciutat de Mèxic, Mèxic: Frida Kahlo, pintora mexicana (n. 1907).[69]
- 14 de juliol, Galapagar, Espanya: Jacinto Benavente, escriptor espanyol, Premi Nobel de Literatura de 1922 (n. 1866).[70]
- 3 d'agost, París: Colette, escriptora francesa d'una producció literària espectacular (n. 1873).[71]
- 6 d'agost, Fontainebleau, França: Fernande Decruck, compositora, organista i pianista, autora d'obres per a saxòfon (n. 1896).[72]
- 12 d'agost, Varese: Rosa Genoni, modista, dissenyadora de moda italiana (n. 1867).[73]
- 16 d'agost, Riverdale (Nova York): Cia Fornaroli, ballarina, coreògrafa i actriu italiana.[74]
- 18 d'agost, Ciutat de Mèxic: Hermila Galindo, política, feminista i sufragista mexicana (n. 1886).[75]
- 3 d'octubre, Ciutat de Mèxic: Julia Iruretagoiena, activista socialista espanyola, exiliada.[76]
- 3 de novembre, Niça, França: Henri Matisse, pintor, escultor i dissenyador francès (n. 1869).[77]
- 28 de novembre, Chicago, Illinois (EUA): Enrico Fermi, físic italià, Premi Nobel de Física de 1938 (n. 1901).
- 9 de desembre, Berna, Suïssa: Josef Escher, polític suís (n. 1885).[78]
- 16 de desembre, Torí, Itàlia: Giovanni Agnelli, empresari i senador italià, fundador de la FIAT (n. 1866).